# Agence indépendante du gouvernement des États-Unis
Une agence indépendante du gouvernement des États-Unis (en anglais Independent agencies of the United States Government) est une agence de la branche exécutive du gouvernement fédéral des États-Unis (quelques-unes dépendent de la branche législative) qui n'est rattachée à aucun département exécutif fédéral. 
Créée sous des statuts distincts votés par le Congrès des États-Unis, la loi qui crée chaque agence définit son rôle, ses domaines de compétences et éventuellement son pouvoir de réglementation. Les réglementations émises par les agences ont force de loi fédérale.

## Généralités
Les départements exécutifs fédéraux sont les principales unités du gouvernement fédéral mais plusieurs agences peuvent avoir d'importantes responsabilités pour servir l'intérêt public et mener des tâches gouvernementales. Ces agences indépendantes sont considérées parfois comme quatrième branche du gouvernement (en plus des branches exécutive, législative et judiciaire) ; elles font partie de la branche exécutive mais sans être rattachées à des départements spécifiques.
 
Quelques agences indépendantes font partie de la branche législative et dépendent du Congrès américain, comme le Government Accountability Office (anciennement appelé le General Accounting Office), la bibliothèque du Congrès, le Service de recherche du Congrès (Congressional Research Service) et le Bureau d'impression du gouvernement des États-Unis (United States Government Printing Office).
La nature et le but des agences indépendantes varient grandement. Certaines sont des agences de régulation avec des pouvoirs pour superviser certains secteurs de l'économie (regulatory agencies ou independant regulatory commissions telles que l'Interstate Commerce Commission (ICC), créée en 1887, ou la Food and Drug Administration (FDA) qui peuvent être comparées aux autorités administratives indépendantes en France). D'autres fournissent des services spécifiques pour le gouvernement ou le public. Dans la plupart des cas, elles ont été créées par le Congrès pour gérer des problèmes qui sont devenus trop complexes pour être couverts par une simple législation. En 1970, par exemple, le Congrès créa l'Agence de protection de l'environnement des États-Unis (United States Environmental Protection Agency ou EPA) pour coordonner l'action gouvernementale pour protéger l'environnement. 
L'Administrative Procedure Act (en) (APA) de 1946 établit les protocoles et les procédures sur la manière dont les agences créent des règlementations et les font respecter. L'APA précise aussi les procédures judiciaires des agences auprès de la Cour d'appel des États-Unis pour le circuit du district de Columbia (ainsi que l'éventuel appel devant la  Cour suprême des États-Unis), lorsque toutes les procédures internes aux agences ont été épuisées. Le circuit du district de Columbia peut soutenir la règlementation la considérant comme un exercice valable de l'autorité statutaire de l'agence ou il peut la repousser en attente de plus d'informations ou d'attention de la part de l'agence. Les décisions et les règlementations des agences doivent être suffisamment justifiées et argumentées pour résister à une révision judiciaire. Ainsi s'il n'y a pas de faits établis ou de bases factuelles dans les actions de l'agence, la cour ne les reconnaitra pas.

## Caractéristiques de fonctionnement
Les agences indépendantes peuvent être distinguées des agences régulières (celles dépendant des départements du gouvernement américain) par des caractéristiques de fonctionnement et d'organisation propres. Le Congrès peut aussi désigner explicitement certaines agences comme « indépendantes » dans leur statut gouvernemental mais les différences fonctionnelles ont plus de signification légale. Alors que la plupart des agences de l'exécutif ont un simple directeur, administrateur ou secrétaire nommé par le président des États-Unis, les agences indépendantes ont presque toujours une « commission », un « bureau » ou un corps collégial similaire composé de 5  à   7 membres à la tête de l'agence (c'est pourquoi plusieurs agences indépendantes incluent le mot Commission ou Board ("bureau") dans leur nom). Le président nomme les commissaires (commissioners) ou les membres du bureau, nominations sujettes à une confirmation par le Sénat américain. Mais ils sont en poste sur des mandats échelonnés, et souvent plus longs que le traditionnel mandat de quatre ans, durée du mandat présidentiel, ce qui signifie que théoriquement la plupart des présidents n'auront pas l'opportunité de nommer tous les commissaires d'une agence indépendante donnée. Normalement, le président peut désigner lequel des commissaires présidera. En général, les statuts de l'agence encadrent le pouvoir présidentiel de remplacer des commissaires, typiquement pour incapacité, négligence, malfaisance ou une autre cause valable. En plus, la plupart des agences indépendantes ont dans leurs statuts l'obligation que la composition de leur commission soit bipartisane, donc le président ne peut pas simplement remplacer les postes vacants par des membres de son propre parti politique.
En réalité, le fort turn-over parmi les commissaires permet à la plupart des présidents d'avoir l'opportunité, lors des deux premières années de son mandat, de pourvoir les postes vacants de manière à constituer une majorité de vote dans les agences. Dans certaines instances célèbres, les présidents ont trouvé au sein des agences indépendantes plus de loyauté et de conformité aux souhaits et aux objectifs de leur présidence qu'avec certains dissidents parmi les nommés des agences exécutives régulières. Les tentatives présidentielles pour changer des responsables d'agences indépendantes ont généré la plupart des argumentations légales importantes accompagnant les décisions de la Cour suprême des États-Unis dans ce domaine. Les présidents ont le droit de changer les dirigeants des agences indépendantes mais comme préalablement expliqué, cela doit se faire en respectant les conditions statutaires de remplacement, par exemple démontrer que la personne a mal agi, alors que le président peut remplacer les responsables des simples agences exécutives.  
Si les agences indépendantes exercent un pouvoir exécutif comme celui de faire respecter la loi, et la plupart le font, le Congrès ne peut pas alors participer à la procédure régulière de remplacement des commissaires. Constitutionnellement, le Congrès ne peut que participer seulement à des procédures d’impeachment.  Le Congrès peut cependant, voter des statuts limitant les circonstances dans lesquelles le président des États-Unis peut remplacer les commissaires des agences indépendantes. Des membres du Congrès ne peuvent servir comme commissaires d'agences indépendantes ayant des pouvoirs exécutifs et le Congrès ne peut lui-même nommer des commissaires, la clause des Nominations de la Constitution des États-Unis donne ce pouvoir au président. Le Sénat participe cependant aux nominations au travers de l’advice and consent, avec des auditions des personnes nommées par le Président et un vote de confirmation.
Avec les agences régulatrices (en) (regulatory agencies ou independant regulatory commissions) telles que l'Interstate Commerce Commission (ICC), créée en 1887, ou la Food and Drug Administration (FDA), ce sont grosso modo les équivalents des autorités administratives indépendantes en France.

## Exemples d'agences indépendantes
- La Central Intelligence Agency (CIA)
- La Commodity Futures Trading Commission (CFTC)
- L'Environmental Protection Agency (EPA)
- La Federal Election Commission (FEC) qui supervise le financement de toutes les campagnes électorales fédérales
- La Federal Communications Commission (FCC)
- Le bureau des gouverneurs de la Federal Reserve System (souvent appelé "la Fed")
- La Federal Trade Commission (FTC), chargée du respect de la concurrence
- La General Services Administration (GSA), chargée de l'achat et de la gestion des propriétés, bâtiments et équipement fédéraux
- La National Aeronautics and Space Administration (NASA)
- Le National Labor Relations Board
- La National Archives and Records Administration (NARA), les archives nationales américaines
- La National Science Foundation (NSF)
- le Conseil national de la sécurité des transports (National Transportation Safety Board, NTSB) qui enquête sur les accidents aériens et les autres accidents importants de transport
- Les Corps de la paix, fondé en 1961, entraine et envoie des volontaires pour servir à l'étranger pendant deux ans
- La Small Business Administration (SBA), fondée en 1953 pour conseiller, assister et protéger les intérêts des petites entreprises
- La Social Security Administration (SSA) gère le programme national de sécurité sociale
- La Securities and Exchange Commission (SEC), chargée de la régulation et du contrôle des marchés boursiers
- L'Agence des États-Unis pour le développement international (l’United States Agency for International Development ou USAID)
- L'United States Postal Service est géré par une entité publique autonome qui a remplacé le département des Postes en 1971
- Le Consumer Product Safety Commission (CPSC)
- Le U.S. Agency for Global Media chargé du contrôle des radios et télévisions internationales financées par le gouvernement américain.

## Anciennes agences
- L'Interstate Commerce Commission régulait les transports publics. Elle a ainsi ordonné la déségrégation des transports publics.  Avec la dérégulation des transports, elle fut remplacée par la Surface Transportation Board.
- La Reconstruction Finance Corporation a été créée pour aider à financer des projets durant la Grande Dépression. Plus tard, elle aidera à financer l'effort de guerre américain à l'approche de la Seconde Guerre mondiale. Des scandales conduiront à sa dissolution en 1956.
- L'Office of the United States Nuclear Waste Negotiator était responsable du stockage à long terme des déchets radioactifs. Il fut dissous en 1995[11].

## Gouvernements des États
Les États américains et les gouvernements locaux peuvent aussi avoir des agences de régulation qui sont considérées « indépendantes».